# International Students of History Association
Die International Students of History Association (ISHA) ist eine studentische Organisation zur Förderung des internationalen Austauschs von Studierenden der Geschichtswissenschaft und verwandter Disziplinen. Sie wurde 1990 in Budapest gegründet und soll das bessere Verstehen und die Zusammenarbeit von Studierenden über Grenzen hinweg fördern. Hierzu dient in erster Linie die Ausrichtung von internationalen studentischen Konferenzen und Workshops zu unterschiedlichen historischen Themen. Durch gemeinsame Projekte mit Partnerorganisationen (z. B. Euroclio) soll den Mitgliedern zudem der Kontakt zu Wissenschaft und Berufspraxis erleichtert werden.

## Sektionen
Die ISHA stellt ein Netzwerk von Mitgliedsgruppen, sogenannten Sektionen, in derzeit über zwanzig europäischen Ländern bereit. Besonders Studierende an Universitäten in mittel- und osteuropäischen Ländern sind vertreten. Im deutschsprachigen Raum gibt es derzeit Sektionen in Berlin, Heidelberg, Jena, Marburg, Salzburg und Zürich, mit zahlreichen Kontakten zu weiteren Standorten. Neben den internationalen Veranstaltungen organisieren die Mitglieder der Sektionen regelmäßig Exkursionen und Vorträge.

## Veranstaltungen
Die internationalen Konferenzen und Seminare der ISHA werden in loser Abfolge von den Sektionen ausgerichtet, sodass in jedem Jahr etwa vier bis fünf Veranstaltungen in unterschiedlichen Regionen Europas durchgeführt werden. Ein ISHA-Seminar dauert zwischen vier und sieben Tagen und hält für zwischen 50 und über 100 Teilnehmende ein akademisches Programm zu einem historischen Thema bereit, welches durch Kultur- und Freizeitaktivitäten ergänzt wird. So soll es den Teilnehmenden ermöglicht werden, Mitstudierende aus verschiedenen Ländern und mit unterschiedlichen Hintergründen kennenzulernen, und mit ihnen über unterschiedliche Aspekte des gemeinsamen Studienfachs zu diskutieren. Die gastgebende Stadt und das gastgebende Land können durch Führungen und Exkursionen erkundet werden.
Neben den internationalen Veranstaltungen bietet die ISHA in Zusammenarbeit mit ihren Partnerorganisationen die Möglichkeit der Mitarbeit an gemeinsamen Projekten und bietet für fortgeschrittene Studierende und Doktoranden auch die Möglichkeit zur Teilnahme an fachwissenschaftlichen Konferenzen an.

## Zeitschrift
Jährlich erscheint die Zeitschrift 'Carnival', in der Studierende die Möglichkeit haben, ihre Aufsätze (z. B. Hausarbeiten, Auszüge aus Abschlussarbeiten, Essays) in englischer Sprache zu publizieren. Die Zeitschrift ist an vielen Universitäten und Bibliotheken Europas zugänglich.